# 趾杆樹鬚魚
趾杆樹鬚魚為輻鰭魚綱鮟鱇目棘茄魚亞目鬚角鮟鱇科的一個種，發現於東南大西洋的南非海域，屬深海魚類，棲息深度可達920公尺，雌魚體長可達4.8公分，屬肉食性，雄魚寄生在雌魚身上。

## 擴展閱讀
維基物種上的相關：趾杆樹鬚魚